# Cascada de Bayehon
La cascada de Bayehon (en francés: Cascade du Bayehon) es una cascada de Bélgica, la segunda más importante en el país, después de la de Coo. Posee una altura de 9 metros y está situada en el área de altos pantanos cerca del pueblo de Longfaye (Malmedy), en la Región Valona.
Se encuentra a 510 metros sobre el nivel del mar.